# Лойтер Софія Михайлівна
Софі́я Миха́йлівна Ло́йтер (нар. 1934, Житомир, Київська область, УСРР, СРСР) — українська радянська і російська фольклористка і літературознавиця; докторка філологічних наук, професорка кафедри літератури та журналістики Петрозаводського державного університету.

## Життєпис
Народилася 6 липня 1934 року в Житомирі. 1958 року з відзнакою закінчила філологічний факультет Петрозаводського університету. Викладала російську мову та літературу в Надвоїцькій сільській школі. 1965 року заочно закінчила аспірантуру Ленінградського бібліотечного інституту. 1967 року захистила кандидатську дисертацію «Проблеми романтичного у творчості Л. А. Кассіля», 2002 року — докторську «Російська дитяча література XX століття і дитячий фольклор: проблеми взаємодії».
Понад 40 років відпрацювала у Карельському державному педагогічному інституті, нині це Інститут педагогіки та психології Петрозаводського державного університету. Від 1996 року професорка кафедри літератури, пізніше — літератури та журналістики. Заслужена діячка науки Республіки Карелія (1999).

## Дослідження
Головні теми досліджень — це дитячий фольклор і дитяча література та їх взаємодія. Зокрема, вона збирала дитячий фольклор, вивчала дитячий традиційний і шкільний фольклор, зокрема «страшні» історії, дівочих альбомів, рукописних оповідань, ігор у країну-мрію (дитячих ігрових утопій), — останню тему ввела в науковий обіг саме Лойтер; також докладно вивчала дитячу поезію.
Серед інших тем досліджень: проблеми польової та теоретичної фольклористики, проблеми та історія фольклористики Карелії; біографії вчителів — карельських краєзнавців; поезія Марії Пєтрових; літературно-фольклорні зв'язки у творчості Б. В. Шергіна, С. Г. Пісахова, Н. П. Колпакова, А. А. Ахматової та ін.; проблеми вузівського та шкільного викладання фольклору тощо.

## Сім'я
Чоловік — Гін Йосип Михайлович (нар. 1931) — філолог, літературний критик, журналіст.

## Основні публікації
С. М. Лойтер — авторка і упорядниця 9 книг і більш ніж 200 статей.
Книги
- Там, за горизонтом: проблемы романтического в творчестве Льва Кассиля / С. М. Лойтер. — М.: Детская литература, 1973. — 120 с.
- Русский детский фольклор Карелии / Записи, сост., подг. текстов, вступ. ст., предисл. к разделам; приложение С. М. Лойтер. — Петрозаводск: Карелия, 1991. — 280 с. (Памятники фольклора Карелии).
- Где цветок, там медок: игры, пословицы, загадки Карелии / Записи, сост., лит. обработка, послесловие С. М. Лойтер; Карел. гос. пед. ин-т. [Книга предназначена для детей дошкольного и младшего школьного возраста]. — Петрозаводск, 1993. — 112 с.
- Современный школьный фольклор: пособие-хрестоматия для студентов / С. М. Лойтер, Е. М. Неелов — Петрозаводск: Изд-во ПетрГУ, 1995. — 115 с.
- Феномен детской субкультуры / С. М. Лойтер. — Петрозаводск: Изд-во КГПУ, 1999. — 46 с.
- Русский детский фольклор и детская мифология: исследование и тексты / С. М. Лойтер. — Петрозаводск : Изд-во КПГУ, 2001. — 294 с.
- Поэтика детского стиха в её отношении к детскому фольклору / С. М. Лойтер. — Петрозаводск: Изд-во ПетрГУ, 2005. — 214 с.
- На поле — поляне, на море — океане: хрестоматия по русскому фольклору Карелии / Авт.-сост. С. М. Лойтер. — Петрозаводск: Verso, 2009. — 390 с.
- Я вам утро подарю: антология русской детской литературы Карелии / сост. С. М. Лойтер, М. В. Тарасов. — Петрозаводск : Verso, 2009. — 365 с. — 600 прим. — ISBN 978-5-85039-254-3.

Основні статті
- Лойтер С. Ф. По мотивам и на основе фольклора: (О книгах для детей Н. П. Колпаковой) [печатный текст] / Лойтер, Софья Михайловна, Автор // О литературе для детей. Выпуск. № 20. — Л.: Детская литература, 1976.- С. 39 — 50.- Библиография в подстрочных примечаниях .
- Юмор «Кондуита и Швамбрании[ru]» Л. Кассиля и детский фольклор // Жизнь и творчество Л. Кассиля / Сост. Л. Э. Разгон. — М. : Детская литература, 1979. — С. 189—202.
- Школьный фольклор в контексте «культуры детства» // Проблемы детской литературы и фольклор: Межвуз. сб. Петрозаводск: изд-во ПетрГУ. 1995. С. 7-14.
- Детские мифологические рассказы // Живая старина[ru]. М. — 1996. № 1. С. 44-45.
- Детские «страшные» истории // Русский школьный фольклор: Сб. статей / Сост. А. Ф. Белоусов. М.: Ладомир, 1998. С. 56-185.
- Детские утопии, или игра в страну-мечту как явление детского фольклора // Русский школьный фольклор. От «вызываний» Пиковой дамы до семейных рассказов / Сост. А. Ф. Белоусов. — М. : Ладомир, АСТ, 1998. — С. 605—617. — (Русская потаенная литература) — 10000 прим. — ISBN 5-15-001157-6, ISBN 5-86218-316-7.
- Мифопоэтические мотивы вода-дождь в традиционном детском фольклоре // Фольклористика Карелии. Петрозаводск: изд-во Кар НЦ РАН, 1998. С. 38-48.
- Заметки о детской мифологии // Проблемы детской литературы и фольклор: Межвуз сб. Петрозаводск: изд-во ПетрГУ. 1999. С. 11-20
- Ономатопея в детском фольклоре // Междисциплинарн. семинар-з // Петрозаводск: изд-во Петрозаводской консерватории, 2000. С. 66-67.
- Детский фольклор в истории русской культуры // Образы России в научн., худож. и политич. Дискурсах: Мат. межд. научн. конф. Петрозаводск: ПетрГУ, 2001. С. 37-43.
- Специфика детского фольклора // Проблемы детской литературы и фольклор: Сб. научн. трудов. Петрозаводск: ПетрГУ, 2001. С. 30-43.
- Краевед И.&nbsp;М.&nbsp;Дуров — собиратель детского фольклора // Проблемы детской литературы и фольклор: Сб. научн. трудов. Петрозаводск: ПетрГУ, 2001. С. 202—210.
- Кумулятивная форма в детском фольклоре: генезис, функция // Язык и поэтика фольклора: Докл. межд. научн. конф. Петрозаводск: ПетрГУ. 2001. С. 150—161.
- Севернорусские варианты старинных детских игр // Локальные традиции в народной культуре Русского Севера: Мат. IV межд. научн. конф. «Рябининские чтения — 2003». Петрозаводск, 2003. С. 89-93 (Гос. ист.-этногр. музей-заповедник «Кижи»).
- Детский фольклор Заонежья: вступ. ст. и публикация // Кижский вестник. Петрозаводск. 2004, № 8. С. 250—275.
- Некоторые проблемы поэтики детского стиха // Проблемы детской литературы и фольклор: Сб. научн. трудов. Петрозаводск: ПетрГУ. 2004. С. 292—301.
- Краевед И. М. Дуров и его коллекция поморских детских игр // Живая старина. М., 2005. № 1. С. 33-38.
- Материнская поэзия: еврейская колыбельная песня как жанр детского фольклора // Корни (ж.). М.-Киев. 2005. № 26. С. 99-111.
- Ещё раз о детской игре в страну // Фольклор, постфольклор, быт, литература: Сб. статей к 60-летию А. Ф. Белоусова. — СПб. : Европейски университет, 2006. — С. 59—65. — ISBN 5-94380-075-3.
- Культура детства // Вестник КГПУ. Вып.1. Серия Педагогика, филология. Петрозаводск: изд-во КГПУ. 2006. С. 138—149.
- Старинные детские игры, записанные в Петрозаводске краеведом К. М. Петровым[ru] // Краевед: Сб. статей. Петрозаводск: Нац. биб-ка РК, 2007. С. 109—115.